# Raid (Computerspiele)
Raid ist ein Begriff, der vorrangig in Massively Multiplayer Online Role-Playing Games (MMORPG) vorkommt. Er ist an die ursprüngliche Bedeutung des englischen Wortes Raid (zu deutsch: Überfall, Raubzug) angelehnt und bezeichnet entweder eine Plünderung/einen Überfall auf ein Spielgebiet oder auch einen kurzfristigen Zusammenschluss mehrerer Spieler (auch: Raidparty). Oft ist das Ziel eines Raids auch nur, einen übermächtigen Gegner (Mob) zu besiegen.
In vielen MMORPG sind Gelegenheiten für Raids von den Anbietern/Serverbetreibern vorgegeben. So können etwa in bestimmten Dungeons alle Gegner getötet oder Städte überfallen werden – dies ist für einen einzelnen Spieler meist nicht möglich, Raidgelegenheiten sind üblicherweise so konstruiert, dass die Anwesenheit und das Zusammenspiel vieler Spieler zwingend erforderlich ist. An Raids sind üblicherweise 10 bis 40 Spieler beteiligt, es gibt aber auch Raids mit 100 oder mehr Spielern.
Raids gehören zu den beliebtesten Beschäftigungen in einem MMORPG. 
Eine Art des Raids ist der Vergeltungsraid, dieser beschreibt ein Zusammenschließen von Spielern, um gezielte Racheaktionen gegen andere Spieler durchzuführen.
Ein Raid kann sich z. B. gegen eine Stadt einer feindlichen Fraktion richten oder auch in Dungeons gegen einen starken Gegner.